# Sloanea picapica
Sloanea picapica är en tvåhjärtbladig växtart som beskrevs av Paul Carpenter Standley. Sloanea picapica ingår i släktet Sloanea och familjen Elaeocarpaceae. Utöver nominatformen finns också underarten S. p. hirsuta.